# Savirivier
De Savirivier (Zweeds: Savijoki) is een rivier die voor een deel stroomt in de Zweedse gemeente Pajala. De Savirivier ontstaat daar in de gemeente waar twee beken samenvloeien en oostwaarts stromen. Ze stroomt voornamelijk oost en zuidoostwaarts om dan ineens naar het (noord)westen te stromen. De rivier is ongeveer 10 kilometer lang en stroomt door onbewoond gebied.